# Fajsz (Ort)
Fajsz (kroatisch Fajsin) ist eine ungarische Gemeinde im Kreis Kalocsa im Komitat Bács-Kiskun.

## Geographische Lage
Fajsz liegt 13 Kilometer südlich der Stadt Kalocsa am linken Donauufer. Nachbargemeinden sind Dusnok und Bátya.

## Gemeindepartnerschaft
- Trun, Frankreich

## Sehenswürdigkeiten
- Fajsz-Denkmal
- Römisch-katholische Kirche Szent István király, erbaut 1910 im neoromanischen Stil nach Plänen von Ernő Foörk und Gyula Petrovácz
- Römisch-katholische Kapelle Fájdalmas Szűz auf dem Friedhof
- Szent-Erzsébet-Statue

## Verkehr
Östlich der Gemeinde verläuft die Hauptstraße Nr. 53. Der nächstgelegene Bahnhof befindet sich in Kalocsa.

## Bilder

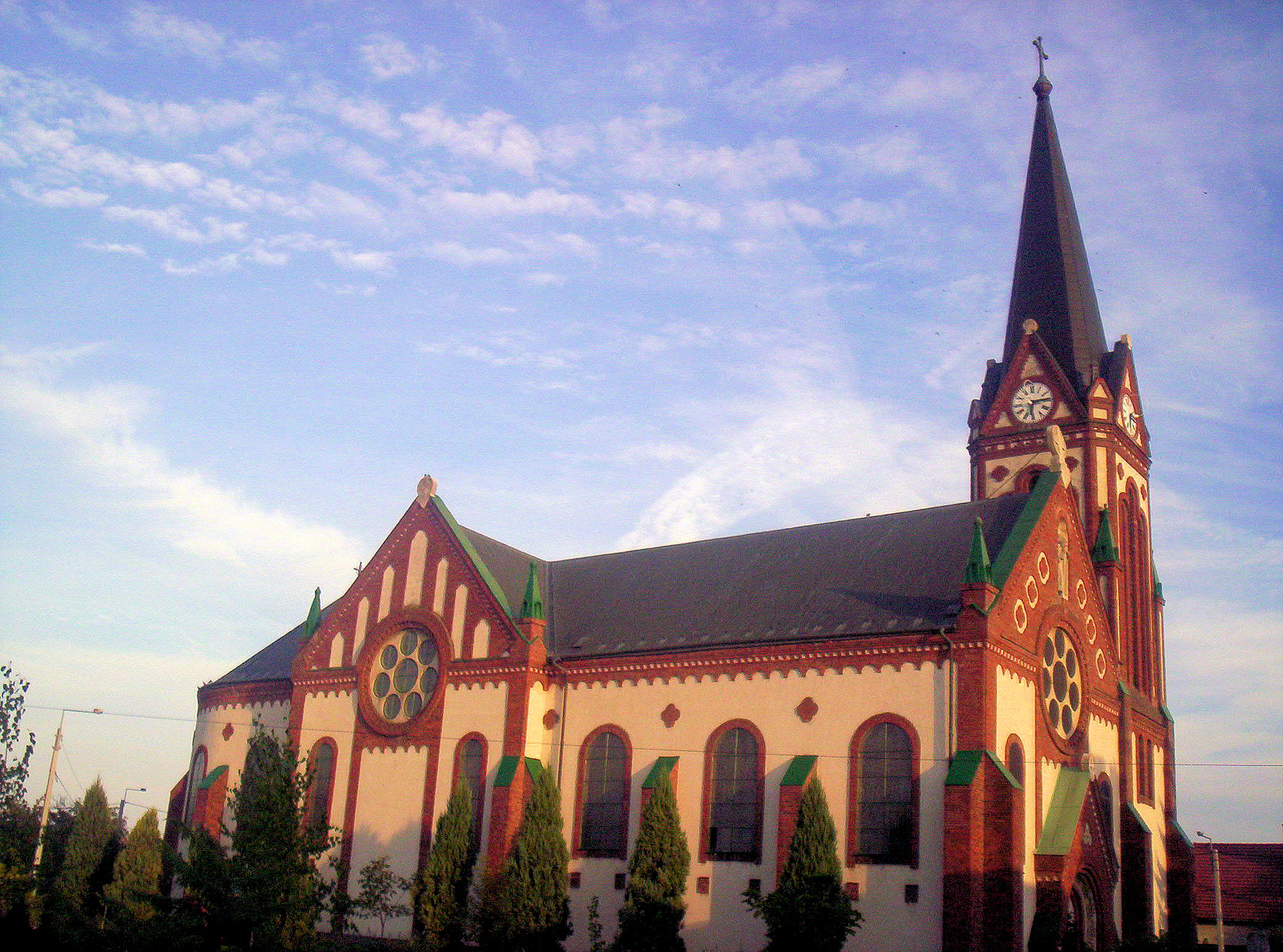
Röm.-kath. Kirche Szent István király
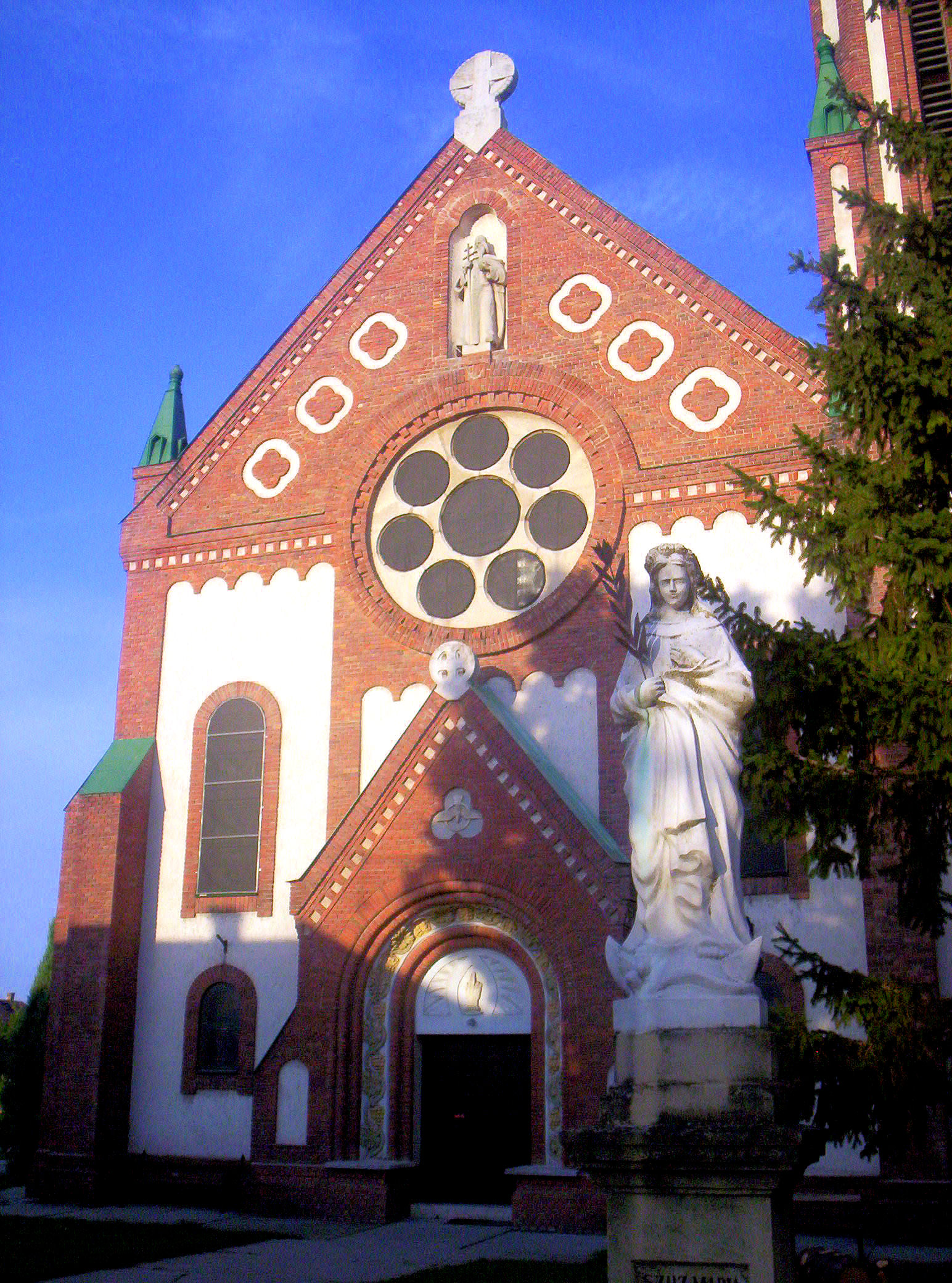
Eingang der Kirche
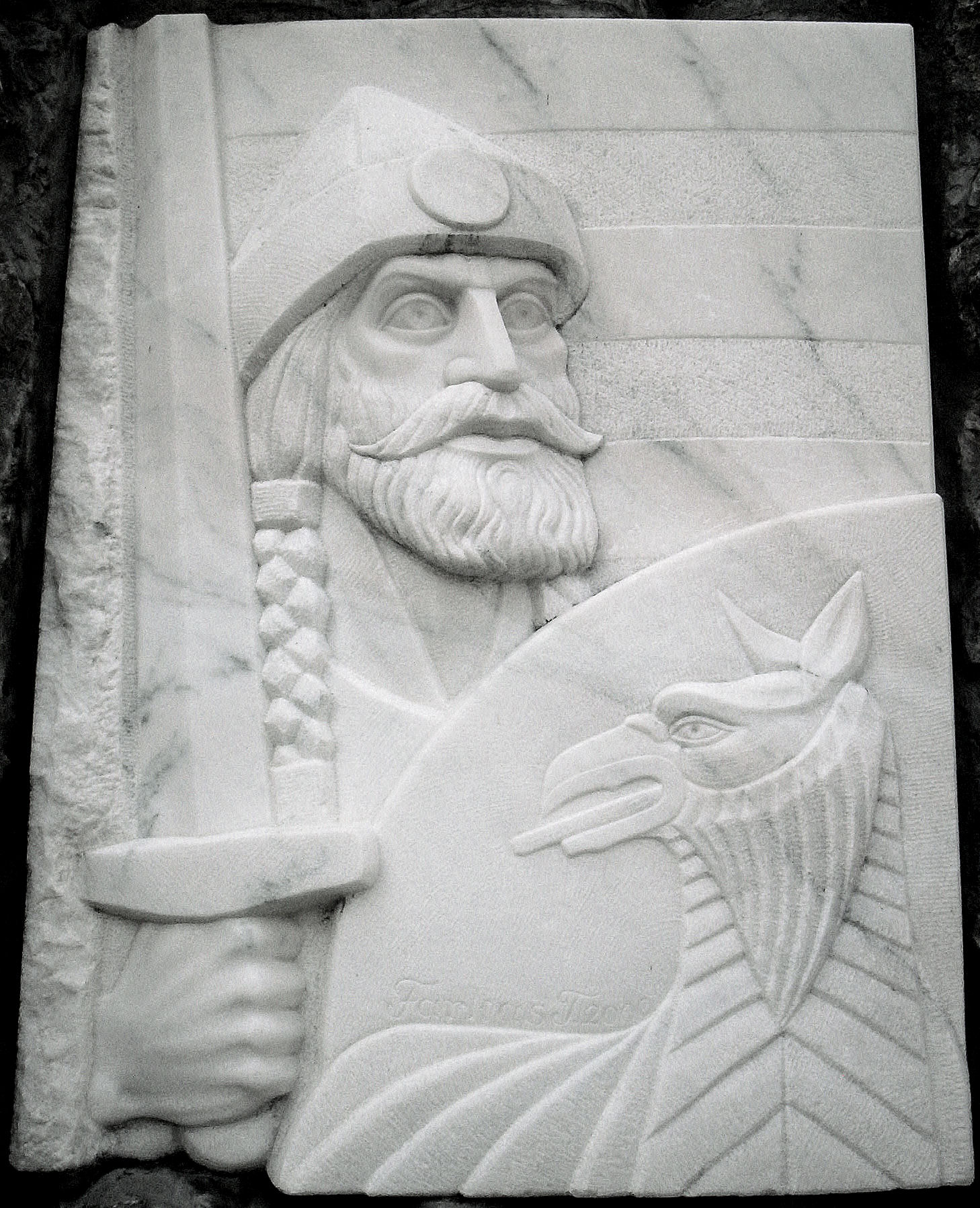
Fajsz-Denkmal
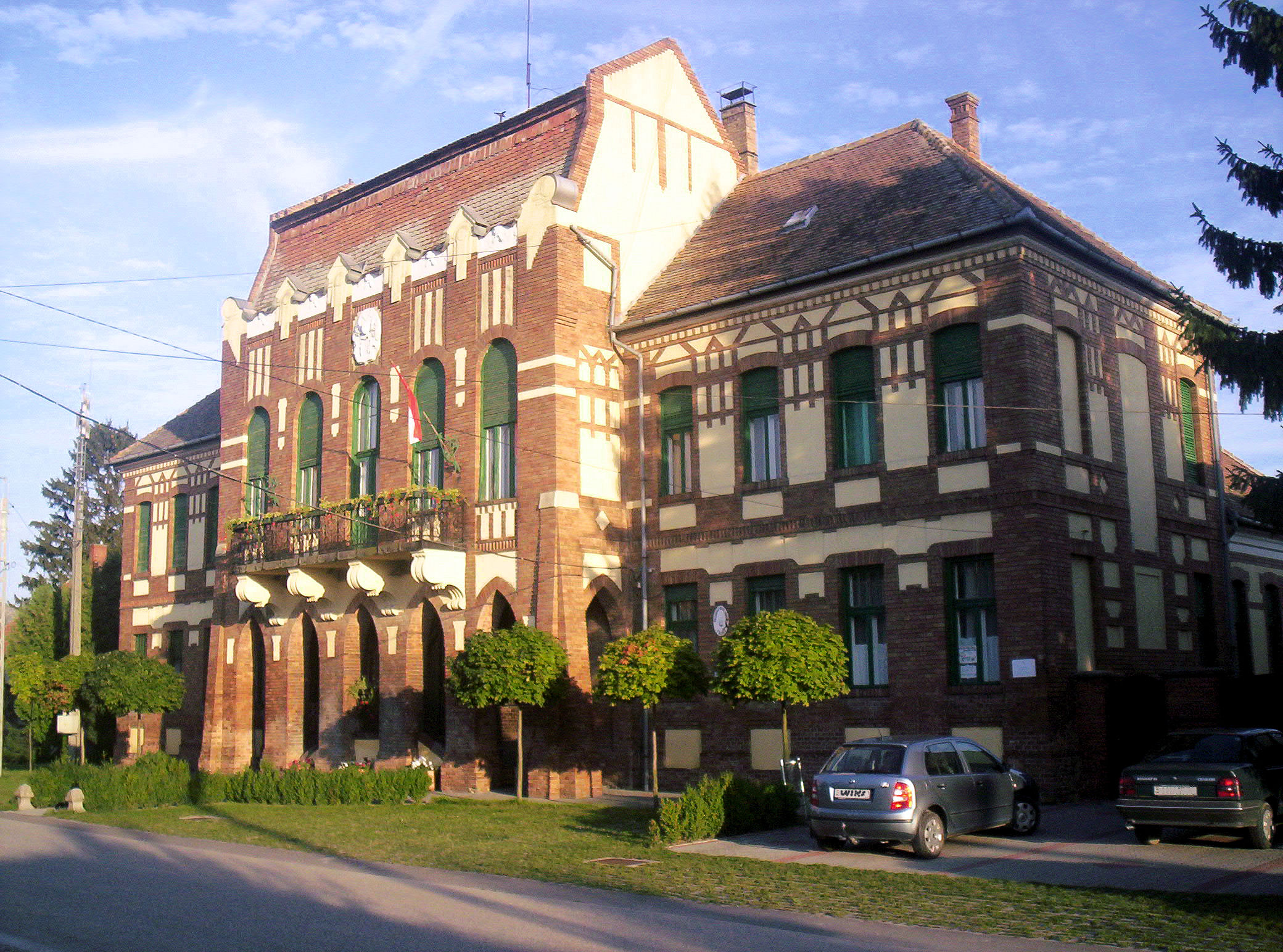
Gemeindeverwaltung